# Sagnes-et-Goudoulet
Sagnes-et-Goudoulet település Franciaországban, Ardèche megyében. Lakosainak száma 119 fő (2022. január 1.). Sagnes-et-Goudoulet Burzet, Lachamp-Raphaël, Péreyres, Saint-Andéol-de-Fourchades, Sainte-Eulalie, Saint-Martial és Usclades-et-Rieutord községekkel határos.

## Népesség
A település népessége az elmúlt években az alábbi módon változott:
| Lakosok száma | 322  | 182  | 146  | 137  | 128  | 122  | 117  | 116  | 116  | 119  |
|               | 1968 | 1982 | 1990 | 2006 | 2013 | 2015 | 2017 | 2019 | 2020 | 2022 |